# Таран Григорій Іванович
Григорій Іванович Таран (? — ?) — радянський діяч, народний комісар радгоспів Української РСР (1944—1946), міністр тваринництва Української РСР (1946—1947).

## Життєпис
Член ВКП(б) з 1927 року.
Перебував на відповідальній господарській роботі.
У 1939—1941 роках — начальник Полтавського обласного земельного відділу.
У січні — 13 травня 1944 року — заступник народного комісара зернових та тваринницьких радгоспів Української РСР.
13 травня 1944 — 1946 року — народний комісар (зернових та тваринницьких) радгоспів Української РСР.
1 квітня 1946 — 20 січня 1947 року — міністр тваринництва Української РСР.
У 1947—1954 роках — керуючий Полтавського обласного тресту (зернових і тваринницьких) радгоспів.
У 1954—1959 роках — начальник Полтавського обласного управління сільського господарства.
Подальша доля невідома.

## Нагороди
- два ордени Леніна (10.09.1945, 26.02.1958)
- медалі
- Заслужений зоотехнік Української РСР (.12.1957)